# アンドレ・キーゼヴェッター
アンドレ・キーゼヴェッター（André Kiesewetter、1969年8月20日 - ）はドイツ、テューリンゲン州ゾネベルク郡ノイハウス出身の元スキージャンプ選手。
ドイツで初めてV字スタイルを身につけて活躍した選手である。

## プロフィール
スウェーデンのヤン・ボークレブが1988-1989シーズンのこのスタイルでスキージャンプ・ワールドカップで総合優勝したのを受け、それまで目立った成績が無かったキーゼヴェッターはラインハルト・ヘスコーチの指導のもと、V字スタイルを習得し1990-1991シーズンに臨んだ。
1990年12月1日の開幕戦（アメリカ、レークプラシッド）で自身初めて一桁順位の6位となると翌日にはワールドカップ初優勝。日本の札幌（ノーマルヒル）で2勝目、その翌日のラージヒルでも2位となった。
1991年ノルディックスキー世界選手権でイェンス・バイスフロク、ディーター・トーマハイコ・フンガーとともに団体銅メダルを獲得、ラージヒル7位、ノーマルヒル12位となった。さらに3月23日にプラニツァで行われたフライングでも3位となり、シーズン総合で10位となった。このフライングでは手を付いたために非公認となったが当時の世界最長となる196Mを記録した。
しかし1991年の秋に、次のシーズンを控えてオーベルホフで練習中左足首を粉砕骨折する大けがを負った。
ケガからのリハビリ中、ジャンプ界はV字スタイルが普及し、1992-1993シーズンに復帰して以降はさしたる成績を残せず1995年に現役を退いた。
現役引退後は理学療法士の資格を取得し、バイエルン州ヘルツォーゲンアウラッハの病院でセラピストとして働く一方でハンドボールリーグのチームセラピストを2002年から務めている。2002年から2006年はHG Quelle Fürth、2006年からは1. FC Nürnbergでセラピストを務めている。